# Österreichische Frauen-Feldhandballnationalmannschaft
Die österreichische Frauen-Feldhandballnationalmannschaft vertrat Österreich bei Länderspielen und internationalen Turnieren.
Der größte Erfolg waren jeweils zweite Plätze bei den Weltmeisterschaften 1949 und 1960. Österreich nahm als einzige Nation an allen der drei Feldhandball-Weltmeisterschaften teil.
| Jahr | Gastgeberland  | Teilnahme bis…    | Ergebnis                 | Rang     |
| ---- | -------------- | ----------------- | ------------------------ | -------- |
| 1949 | Ungarn         | Platzierungsrunde | 4 Punkte                 | 2. Platz |
| 1956 | BR Deutschland | Spiel um Platz 3  | Ungarn 8:6 Österreich    | 4. Platz |
| 1960 | Niederlande    | Finale            | Rumänien 10:2 Österreich | 2. Platz |